# Транспортне право
Транспортне право — галузь права, сукупність норм і дослідна правознавча дисципліна, що регулює суспільні відносини в області переміщення людей, вантажів, сигналів та інформації з одного місця в інше (у сфері транспорту).